# Amir Johnson
Pour les articles homonymes, voir Johnson.
Amir Jalla Johnson, né le 1er mai 1987 à Los Angeles en Californie (États-Unis), est un joueur et entraîneur américain de basket-ball évoluant aux postes d'ailier fort et de pivot.

## Biographie

### Pistons de Détroit (2005-2009)
Il est choisi en 56e position de la draft 2005 de la NBA par les Pistons de Détroit. Ses débuts en NBA sont difficiles, à Détroit il n'a que peu de temps de jeu et n'arrive pas à s'imposer dans la rotation des Pistons. De ce fait il est prêté plusieurs fois dans des clubs de D-League: aux Fayetteville Patriots en 2006, puis aux Sioux Falls Skyforce lors de la saison 2006-2007. De 2007 à 2009, il retourne à Detroit où il trouvera plus d'espace dans la rotation même s'il figure rarement dans le cinq majeur de l'équipe.

### Raptors de Toronto (2009-2015)
Lors de l'été 2009, en juin il rejoint les Bucks de Milwaukee dans un échange entre trois équipes de NBA, les Spurs de San Antonio, les Bucks de Milwaukee et les Pistons de Détroit qui a entraîné entre autres le passage de Richard Jefferson chez les Spurs.
Deux mois plus tard, il rejoint les Raptors de Toronto avec son coéquipier Sonny Weems, lors d'un échange avec Carlos Delfino et Roko Ukić qui rejoignent l'équipe des Bucks de Milwaukee.
À Toronto, Amir Johnson ne fait pas toujours partie du cinq majeur mais il apporte une bonne contribution dans la course aux playoffs de l'équipe canadienne.

### Celtics de Boston (2015-2017)
En juillet 2015, devenu agent libre, il signe un contrat avec les Celtics de Boston s'élevant à 24 000 000$ de dollars sur 2 ans. Fort de son expérience de 12 ans dans la ligue, le joueur de 29 ans est efficace dans la rotation des Celtics, l'une des meilleures équipes de la conférence Est.

### 76ers de Philadelphie (2017-2019)
En juillet 2017, il rejoint les Sixers de Philadelphie pour un contrat de 1 an et 11 millions de dollars.

### NBA G League Ignite (2020-2022)
Le 12 novembre 2020, il rejoint l'équipe de NBA G League Ignite.

### Reconversion
Johnson devient entraîneur adjoint de la NBA G League Ignite lors de la saison 2023-2024 avec Jason Hart comme entraîneur. Il rejoint ensuite les Clippers de Los Angeles dans l'encadrement technique.

## Statistiques
Légende : gras = ses meilleures performances

### Saison régulière NBA
| Saison     | Équipe       | Matchs | Titul. | Min./m | % Tir | % 3pts | % LF  | Rbds/m. | Pass/m. | Int/m. | Ctr/m. | Pts/m. |
| ---------- | ------------ | ------ | ------ | ------ | ----- | ------ | ----- | ------- | ------- | ------ | ------ | ------ |
| 2005-2006  | Détroit      | 3      | 0      | 12,9   | 70,0  | 66,7   | 100,0 | 1,33    | 1,00    | 0,00   | 0,67   | 6,67   |
| 2006-2007  | Détroit      | 8      | 0      | 15,5   | 54,5  | 0,0    | 78,6  | 4,62    | 0,38    | 0,62   | 1,62   | 5,88   |
| 2007-2008  | Détroit      | 62     | 0      | 12,3   | 55,8  | 0,0    | 67,3  | 3,79    | 0,47    | 0,39   | 1,32   | 3,56   |
| 2008-2009  | Détroit      | 62     | 25     | 14,7   | 59,5  | 0,0    | 65,7  | 3,74    | 0,32    | 0,32   | 0,97   | 3,50   |
| 2009-2010  | Toronto      | 82     | 5      | 17,7   | 62,3  | 0,0    | 63,8  | 4,82    | 0,59    | 0,54   | 0,80   | 6,23   |
| 2010-2011  | Toronto      | 72     | 54     | 25,7   | 56,8  | 0,0    | 78,7  | 6,40    | 1,12    | 0,74   | 1,22   | 9,56   |
| 2011-2012* | Toronto      | 64     | 43     | 24,3   | 57,6  | 40,0   | 69,0  | 6,38    | 1,23    | 0,52   | 1,08   | 7,06   |
| 2012-2013  | Toronto      | 81     | 38     | 28,7   | 55,4  | 38,5   | 72,7  | 7,54    | 1,51    | 1,00   | 1,36   | 10,04  |
| 2013-2014  | Toronto      | 77     | 72     | 28,8   | 56,2  | 30,3   | 63,6  | 6,56    | 1,49    | 0,73   | 1,14   | 10,38  |
| 2014-2015  | Toronto      | 75     | 72     | 26,4   | 57,4  | 41,3   | 61,2  | 6,08    | 1,56    | 0,59   | 0,79   | 9,25   |
| 2015-2016  | Boston       | 79     | 76     | 22,8   | 58,5  | 23,3   | 57,0  | 6,39    | 1,75    | 0,66   | 1,05   | 7,30   |
| 2016-2017  | Boston       | 80     | 77     | 20,1   | 57,6  | 40,9   | 67,0  | 4,58    | 1,75    | 0,64   | 0,78   | 6,50   |
| 2017-2018  | Philadelphie | 74     | 18     | 15,8   | 53,8  | 31,2   | 61,2  | 4,46    | 1,59    | 0,61   | 0,59   | 4,62   |
| 2018-2019  | Philadelphie | 51     | 6      | 10,4   | 50,3  | 30,0   | 75,6  | 2,88    | 1,18    | 0,31   | 0,27   | 3,94   |
| Total      | Total        | 870    | 486    | 21,1   | 57,0  | 33,2   | 67,3  | 5,39    | 1,23    | 0,60   | 0,97   | 7,01   |

Note: * Cette saison a été réduite de 82 à 66 matchs en raison du Lock out.

### Playoffs NBA
| Saison | Équipe       | Matchs | Titul. | Min./m | % Tir | % 3pts | % LF | Rbds/m. | Pass/m. | Int/m. | Ctr/m. | Pts/m. |
| ------ | ------------ | ------ | ------ | ------ | ----- | ------ | ---- | ------- | ------- | ------ | ------ | ------ |
| 2008   | Détroit      | 8      | 0      | 5,4    | 75,0  | 0,0    | 0,0  | 1,62    | 0,12    | 0,00   | 0,38   | 2,62   |
| 2009   | Détroit      | 3      | 0      | 4,2    | 100,0 | 0,0    | 0,0  | 1,00    | 0,00    | 0,00   | 0,33   | 0,67   |
| 2014   | Toronto      | 7      | 7      | 27,3   | 65,4  | 0,0    | 75,0 | 6,00    | 1,00    | 0,43   | 0,57   | 11,00  |
| 2015   | Toronto      | 4      | 2      | 27,9   | 69,0  | 0,0    | 50,0 | 7,00    | 1,00    | 0,25   | 0,75   | 11,50  |
| 2016   | Boston       | 6      | 6      | 22,2   | 66,7  | 0,0    | 77,8 | 7,17    | 0,67    | 0,17   | 1,33   | 8,50   |
| 2017   | Boston       | 14     | 9      | 10,2   | 50,0  | 33,3   | 62,5 | 2,14    | 0,21    | 0,29   | 0,43   | 2,57   |
| 2018   | Philadelphie | 8      | 1      | 11,7   | 52,4  | 0,0    | 80,0 | 2,88    | 1,12    | 0,25   | 0,12   | 3,25   |
| 2019   | Philadelphie | 4      | 0      | 4,9    | 100,0 | 0,0    | 0,0  | 1,25    | 0,50    | 0,25   | 0,00   | 2,00   |
| Total  | Total        | 54     | 25     | 13,8   | 63,7  | 11,1   | 65,4 | 3,46    | 0,56    | 0,22   | 0,48   | 4,94   |

## Clubs successifs
- 2005-2009 :  Pistons de Détroit (NBA).
  - 2006 :  Patriots de Fayetteville (D-League).
  - 2007 :  Skyforce de Sioux Falls (D-League).
- 2009-2015 :  Raptors de Toronto (NBA).
- 2015-2017 :  Celtics de Boston (NBA).
- 2017-2019 :  76ers de Philadelphie (NBA).

## Records sur une rencontre en NBA
Les records personnels d'Amir Johnson en NBA sont les suivants, :
| Record de la franchise |

| Type de statistique        | Saison régulière | Saison régulière           | Saison régulière | Playoffs | Playoffs                | Playoffs      |
| Type de statistique        | Record           | Adversaire                 | Date             | Record   | Adversaire              | Date          |
| -------------------------- | ---------------- | -------------------------- | ---------------- | -------- | ----------------------- | ------------- |
| Points                     | 32               | @ Lakers de Los Angeles    | 8 décembre 2013  | 20       | Nets de Brooklyn        | 4 mai 2014    |
| Paniers marqués            | 14               | @ Lakers de Los Angeles    | 8 décembre 2013  | 9        | Nets de Brooklyn        | 4 mai 2014    |
| Paniers tentés             | 20               | Magic d'Orlando            | 29 janvier 2014  | 12       | 2 fois                  | 2 fois        |
| Paniers à 3 points réussis | 4                | Bulls de Chicago           | 2 novembre 2016  | 1        | @ Wizards de Washington | 7 mai 2017    |
| Paniers à 3 points tentés  | 4                | 5 fois                     | 5 fois           | 2        | 2 fois                  | 2 fois        |
| Lancers francs réussis     | 9                | Celtics de Boston          | 21 novembre 2010 | 3        | 2 fois                  | 2 fois        |
| Lancers francs tentés      | 9                | 2 fois                     | 2 fois           | 5        | 2 fois                  | 2 fois        |
| Rebonds offensifs          | 12               | @ Warriors de Golden State | 4 mars 2013      | 6        | Heat de Miami           | 14 avril 2018 |
| Rebonds défensifs          | 13               | 2 fois                     | 2 fois           | 8        | @ Wizards de Washington | 24 avril 2015 |
| Rebonds totaux             | 21               | Bobcats de Charlotte       | 15 mars 2013     | 12       | @ Wizards de Washington | 24 avril 2015 |
| Passes décisives           | 6                | 7 fois                     | 7 fois           | 4        | Heat de Miami           | 14 avril 2018 |
| Interceptions              | 5                | Heat de Miami              | 3 février 2013   | 2        | 2 fois                  | 2 fois        |
| Contres                    | 7                | 2 fois                     | 2 fois           | 3        | Hawks d'Atlanta         | 24 avril 2016 |
| Balles perdues             | 6                | 2 fois                     | 2 fois           | 4        | Nets de Brooklyn        | 30 avril 2014 |
| Minutes jouées             | 50               | Thunder d'Oklahoma City    | 21 mars 2014     | 37       | Nets de Brooklyn        | 22 avril 2014 |

- Double-double : 70 (dont 2 en playoffs)
- Triple-double : 0